# Адријен Бајлон
Адријен Елиза Хотон (енгл. Adrienne Eliza Houghton, познатија као Адријен Бајлон енгл. Adrienne Bailon; Њујорк, 24. октобар 1983) америчка је певачица, глумица и ТВ личност. Бивша је чланица група 3LW и Cheetah Girls. Од 2013. године водитељка је шоуа The Real.
Као глумица, Адријен се појавила у филмовима The Cheetah Girls, Coach Carter и All You've Got. Гостовала је у бројим ТВ серијама као што су То је тако Рејвен и Угодни живот Зека и Кодија. Године 2013. Адријен је постала прва латино особа која је била домаћин дневног шоуа у Сједињеним Америчким Државама. Такође се појавила у музичком шоу Маскирана звезда, 2019. године.

## Биографија
Адријен је рођена 24. октобра 1983. године у Њујорку. Њена мајка Нилда Алис је Порториканка, а отац Фреди је из Еквадора. Одрасла је на Менхетну, а има старију сестру Клодет. Певачицини родитељи су се развели, а њу је одгајила мајка и очух Џо Феликс. Похађала је Средњу здравствену школу, али није наставила каријеру за пољу медицине због музике. Истакла је да је јој је била жеља да буде акушерка.
Дана 26. јануара 2015. године, Адријен је за The Real изјавила да је дуго одлагала издавање дебитанског албума јер се плаши неуспеха и да јој се не свиђа звук сопстенвог гласа из разлога што су је руководиоци Дизни студија похвалили да звучи доста младо. Такође је истакла да није била задовољна сарадњом са компанијом Def Jam records. Адријен је хришћанка.
Певачица је била у емотивној вези са Робом Кардашијаном, од 2007. до 2009. године, када су раскинули због тога што ју је Роб варао. Дана 5. фебруара 2015. године, Адријен је путем Инстаграма објавила да је верена са својим дечком, са којим се пре тога забављала шест година. Њен партнер је извршни директор Џеј-Зијеве издавачке куће Roc Nation, Лени Сантијаго. У септембру 2015. године пар је прекинуо веридбу и растао се. Адријен се верила за музичара Израела Хотона, 12. августа 2016. године у Паризу, након шест месеци емотивне везе. Венчали су се у Паризу 11. новембра 2016. године, a Адријен је постала маћеха четворо деце од Хотона, коју има из првог брака.

## Каријера

### 1983—2002: Почетак каријере и рад у бенду
Њен таленат за музику открио је латино поп певач Рики Мартин у октобру 1999. године, када је наступала у црквеном хору у Медисон сквер гардену. Мартин је затражио четири најбоља певача из групе, а они су на његовом наступу били резервени певачи. Након наступа, Адријен је постала чланице женске групе 3LW. Касније је изјавила да ју је продуцент приметио током путовања, а да јој је касније понуђено место у женском бенду. Група је потписала уговор са издавачком кућом Epic records, а друге две чланице бенда биле су Натур Нотон и Кели Вилијамс. Бенд је радио на дебитанском албуму 1999. године, а први сингл који су објавили био је No More (Baby I'ma Do Right), крајем 2000. године. Песма је доживела успех на музичким листама, а након ње и сингл Playas Gon' Play објављен почетком 2001. године. Истоимени албум, група је објавила 5. децембра 2000. године, додељен му је платинасти сертификат од стране Америчког удружења дискографских кућа, а продат је у 1,3 милиона примерака у Сједињеним Америчким Државама.
Током лета 2001. године групе је кренула у турнеју заједно са Дестинис чајлд, Дрим, Нелијем, Евом и Џесиком Симпсон. Током 2001. бенд је снимио песму са великим бројем музичара, укључујући Ашера, Мајкла Џексона, Бијонсе, Селин Дион, Марају Кери и Лутера Вандроса као одговор на терористичке нападе 11. септембра 2001. године у Сједињеним Државама, а песма је названа What More Can I Give. 
Крајем 2001. године, бенд је сарађивао са Лил Ромеом и Ником Кеноном на песми Parents Just Don't Understand. Бенд 3LW провео је прву половину 2002. године у студију снимајући албум који је претходно носио назив Same Game, Different Rules. Албум и његов водећи сингл Uh Oh су представљени издавачкој кући, која је сматрала да нема довољно квалитета како би их промовисали. Песме са тог албума нашле су се на интернету, а Epic records размишљао је о томе да са бендом 3LW прекине сарадњу. У то време одржана је кампања подршке бенда од стране њихових фанова, названа Never Let Go of 3LW. Након што је група снимила пет нових песама, вратила су се на сцену у лето 2002. године и објавила сингл I Do (Wanna Get Close To You са репером Луном. Истог лета групе је имала концерт уживо на каналу Никелодион који је назван Live on Sunset. У августу, група је објавила албум под називом A Girl Can Mack, у периоду када је певачица Нотон напустила групу после жестоких расправа. Датум изласка A Girl Can Mack је због тога померен, а продаја албума слабо је ишла. Албум се нашао на петнаестој позицији листе Билборд 200, а продат је у само 53.000 примерака у првој недељи од објављивања. Након тога, Нотонова је истакла да више није ни званично чланица групе. Нотонова је истакла да је имала низ сукоба са друге две певачице, што је довело до жестоке свађе у августу 2002. године.

### 2003—2008: Нови албуми и глумачка каријера
Певачице Вилијамс и Адријен наставиле су каријеру као дуо, а користиле назив групе 3LW, због чега су их у медијима у шали често називали 2LW. У магазину Sister 2 Sister објављено је да певачице добијају претње смрћу и да су морале због тога да појачају своју сигурност. Одлазак Нортонове доста је утицао на популарност групе и продају албума. Након што је објављен други сингл са албума Neva Get Enuf, одржане су аудиције за трећег члана групе. Групи се на придружила певачица Џесика Бенсон, са којом су убрзо имале наступе и почеле рад на четвртом студијском албуму. Док су радиле на албуму, Адријен и Вилијамс пријавиле су се да би глумиле на у The Cheetah Girls који је емитован на Дизни филм каналу. Филм је објављен у августу 2003. године и био је успешан. Музички албум филма дебитовао је на тридесет и трећем месту листе Билборд 200, а касније му је додељен дупли платинасти сертификат од стране Америчког удружења дискографских кућа. Адријен је такође имала улогу на Дизни каналу у америчкој ТВ серији То је тако Рејвен, где је имала улогу Алане. Године 2005 појавила се у филму Тренер Картер као Доминика. Волт Дизни канал након тога окупио је женску музичку групу састављену од Адријен, Кели и Сабрине. Трио је почео да ради на снимању првог студијског албума, који је касније објављен као божићни албум. Албум под називом  објављен је 2005. године, а певачице су након тога напустиле Волт Дизни и потписале уговор са издавачком кућом Hollywood records, 2006. године. Адријен је након тога глумила у МТВ филму All You've Got, заједно са певачицом Сијером. Филм је изашао на ДВД формату у мају 2006. године, премијерно на МТВ каналу.
The Cheetah Girls су се касније вратиле да сниме наставак, Cheetah Girls 2. Филм је премијерно приказан 25. августа 2006. године, а гледало га је укупно 8,1 милион гледалаца. Саундтрек филма објављен је 15. августа 2006. године, био је на шестој позицији музичке листе саундтрек албума у Сједињеним Државама и додељен му је платинасти сертификат на крају године. The Cheetah Girls почеле су рад на другом студијском албуму у јануару 2006. године. Сингл Strut био је најуспешнији са албума и досегао на педесет и треће место Билборд музичке листе. Адријен је отпевала водеће вокале. Њихов дебитански албум под називом  објављен је 25. септембра 2007. године и садржао је сингл Fuego који се нашао на музичкој листи Hot Dance Club Play's и за њега је снимљен видео спот.  
Четврти студијски албум бенда 3LW првобитно је назван Phoenix Rising, али је касније преименован у Point of No Return. Водећи албумски сингл Feelin' You пуштен је на радио станицама 12. јула 2006. године. Албум је требало да буде објављен касније те године, али је враћен на реиздање из 2007. године због Адријенине и Келијине умешаности у Disney's Cheetah, а на крају је отпао из распореда издавања. Због кашњења објављивања албума дошло је до сукоба обе групе, а као резултат тога, он никада није објављен. Почетком 2007. године, Адријен је у једном интервјуу изјавила да је група 3LW направила паузу због пројекта Cheetah Girls, а неколико месеци након тога изјавила је како је група престала радом.  Адријен је 2008. године почела да ради на трећем филму франшизе Cheetah Girls, назване Girls: One World was in works. У једном интервјуу, Адријен је изјавила да се филм снимати три месеца у Индији и да је радила истраживање за филм. Након тога, филм је премијерно приказан пред више од 6,2 милиона гледалаца. У Великој Британији филм је премијерно гледало 7 милиона гледалаца. Адријен је за потребе филма снимила песме What If и Stand Up. Након тога певачица је имала улогу у филму College Road Trip и радила на чевртом студијском албуму.

### 2009—2014: Нови албуми и појављивање у филмовима и емисијама
Након расформирања Cheetah Girls, Адријен је потписала уговор са компанијом Island Def Jam recors и почела рад на свом дебитанском студијском албуму. Прве песме са албума биле су Uncontrollable и Big Spender, а представљене су 2009. године на саундтрек албуму Confessions of a Shopaholic, на којем су гостовале Лејди Гага и Пусикет долс. Касније те године, Адријен је гостовала на песми I'll Be That, коју изводи музичар Ghostface Killah.
Године 2007. Адријен је започела везу са Робом Кардашијаном, братом од Ким Кардашијан. Док је била у вези са Робом, Адријен се појавила у 8 епизода ријалити серијала У корак са Кардашијанима. Пар се званично растао 2009. године, а касније је откривено да је Роб варао певачицу, што је био крајњи разлог прекидања емотивне везе. Крајем 2008. године Адријен се појавила у новогодишњој МТВ емисији, а наредне године била је домаћин МТВ програма и због посла се преселила у Њујорк. Током исте године, Адријен је водила МТВ емисију Топ 9 2009.. Године 2012. певачица је најавила да ће учествовати у ријалити емисији Empire Girls: Julissa and Adrienne, заједно са пријатељицом Јулисом. Шоу је премијерно приказан 3. јуна 2012. године и доживео је добар комерцијални успех. Након тога, певачица се појавила у споту песме Give Me Everything, репера Питбула. Године 2012. певачица је раскинула уговор са издавачком кућом Island Def Jam због креативних разлика. Након тога, појавила се у филму Коалиција, као Каталина Сантијаго, а он је приказан премијерно у фебруару 2013. године. Наредну улогу Адријен је остварила у филму Lovestruck: The Musical, који је приказан 21. априла 2013. године, а где је певачица изводила песму Like A Virgin као Мадона, заједно са Саром Пакстон и Челси Кејн. За филм Lovestruck: The Musical снимила је и песму Everlasting Love. Имала је улогу и у филму I'm in Love with a Church Girl који је објављен у октобру 2013. године. Године 2014. постала је домаћин шоуа под називом Nail'd It, који је прекинут након једне сезоне.

### 2014—данас
Адријен је тренутно домаћин синдикалног шоуа под називом The Real, заједно са Тамером Маври, Лони Лав, Џени Меи и Амандом Сел, а шоу је премијерно приказан 15. јула 2013. године. Године 2014. осовјила је NAACP награду и Еми награду за рад у ТВ емисији. Године 2015. имала је улогу у ТВ серији Being Mary Jane. Дана 17. новембра 2017. Адријен је објавила свој дебитански соло, божићни албум са песмама на шпанском и енглеском језику. У новембру 2018. године Адријен је лансирала линију накита под називом XIX.

## Дискографија

### Студијски албуми
| Назив           | Детаљи                                                                                                 | Позиција  |
| Назив           | Детаљи                                                                                                 | САД латин |
| --------------- | --- | --------- |
| New Tradiciones | - ДАтум објављивања: 17. новембар 2017. - Издавачка кућа: - Формат: компакт диск, дигитално преузимање | 23        |

### Гостовање на песмама
| Назив                 | Година | Други музичар(и)                    | Албум                        |
| --------------------- | ------ | ----------------------------------- | ---------------------------- |
| No Me Digas Que No    | 2004   | Енемиго                             | Caminando                    |
| War                   | 2007   | Едвин Стар, Џеки Чен, Крис Такер    | Rush Hour 3                  |
| No Me Digas Que No    | 2007   |                                     |                              |
| Stand Up              | 2008   | Н/Д                                 | The Cheetah Girls: One World |
| What If               | 2008   | Н/Д                                 | The Cheetah Girls: One World |
| Uncontrollable        | 2009   | Н/Д                                 | Confessions of a Shopaholic  |
| Big Spender           | 2009   | Н/Д                                 | Confessions of a Shopaholic  |
| I'll Be That          | 2009   |                                     |                              |
| Come With Me          | 2012   | Деди Јенки, Принс Ројс, Елијах Кинг | Prestige                     |
| Like A Virgin         | 2013   | Сара Паксон, Челси Кејн             | Lovestruck: The Musical      |
| Everlasting Love      | 2013   | Сара Пакстон, Челси Кејн и Дру Сили | Lovestruck: The Musical      |
| Days Go By            | 2014   | Дуан Харден, Жилберт Форте          | #NB4U                        |
| I'm With You/Be Still | 2018   | Израел Хотон                        | The Road to DeMaskUs         |

### Нејбојављени материјал
- Unapologetic (2010)[79]

## Филмографија
| Улоге Барбаре Стил |                                   |               |                    |          |
| Година             | Српски назив                      | Изворни назив | Улога              | Напомена |
| 2005.              | Тренер Картер                     |               | Доминика           |          |
| 2008.              |                                   |               | Ема                |          |
| 2008.              | Сестринство путујућих панталона 2 |               | девојка            |          |
| 2012.              | Коалиција                         |               | Каталина Сантијаго |          |
| 2013.              | У љубави са Чаковом девојком      |               | Ванеса Леон        |          |

## Награде и номинације
Напомена: Година за коју се награђује је исте године кад и церемонија доделе награда.
| Година | Асоцијација                       | Категорија                                                   | Номинација | Резултат   |
| ------ | --------------------------------- | ------------------------------------------------------------ | ---------- | ---------- |
| 2016.  | Дневни Еми                        | Дневни Еми за најбољег водитеља забавне ток-шоу емисије      | The Real   | Номинација |
| 2017.  | Дневни Еми                        | Дневни Еми за најбољег водитеља забавне ток-шоу емисије      | The Real   | Номинација |
| 2018.  | Дневни Еми                        | Дневни Еми за најбољег водитеља забавне ток-шоу емисије      | The Real   | Освојено   |
| 2018.  | NAACP Image награде               | Еми за програм у ударном термину за најбољи варијете ток-шоу | The Real   | Освојено   |
| 2018.  | 44. додела награда по избору људи | Награда за најбољи ток шоу 2019. године                      | The Real   | Номинација |
| 2019.  | NAACP награде                     | Еми за програм у ударном термину за најбољи варијете ток-шоу | The Real   | Освојено   |
| 2019.  | 46. Дневни Еми                    | Дневни Еми за најбољег водитеља забавне ток-шоу емисије      | The Real   | Номинација |
| 2019.  | 46. Дневни Еми                    | Еми за програм у ударном термину за најбољи варијете ток-шоу | Secrets    | Номинација |